# Il frullo del passero
Il frullo del passero és una pel·lícula italiana de drama romàntic del 1988 dirigida per Gianfranco Mingozzi. L'argument està extret del conte homònim de Tonino Guerra.

## Argument
A Novafeltria, un poble de la Romanya, la vida tranquil·la de Silvana ha arribat a un punt d'inflexió després de la mort del seu amant que l'havia mantingut fins aleshores. La jove està a punt de marxar quan l'amic del mort, el ric vidu Gabriele, li ofereix quedar-se, oferint-li una vida fàcil i còmoda sempre que escolti les històries de les seves aventures amoroses juvenils.
L'encant de les paraules de Gabriele sedueix la Silvana i l'emociona tant que la jove s'abandona a una aventura ardent amb un jove guapo conegut per casualitat al poble proper.
En aquest punt, la Silvana hauria de decidir anar a viure amb el jove guapo, però s'adona que, en canvi, està realment enamorada d'un home per primera vegada i aquest home és Gabriele que, tot i no haver-la ni tocat amb un dit, va aconseguir a les paraules per aconseguir el propòsit d'enamorar-la.

## Repartiment
- Philippe Noiret: Gabriele Battistini
- Ornella Muti: Silvana
- Nicola Farron: el jove
- Chiara Argelli: dona de Gabriele
- Claudine Auger: la vídua de Dino
- Sabrina Ferilli: la dona de les estrelles
- Rosa Di Brigida: la dona de l'escenari
- Myriam Axa: Eva
- Beppe Chierici: El rector de la parròquia
- Claudio Del Falco: Adam
- Giuseppe Mauro Cruciano: un fill de Gabriele
- Claudio Rosini: l'altre fill de Gabriele
- Roberto Giannini: El periodista
- Bruno Rosa: Dino

## Criítica
| « | «Examinant contextualment la pel·lícula i la història Il frullo del passero, de Il polverone de Tonino Guerra, es veuria temptat d'afirmar la superioritat de la literatura sobre el cinema.» | » |

| « | «Una pel·lícula inusual, massa elaborada per ser considerada de ple èxit però no gaire lluny d'arribar a l'objectiu d'un cinema imaginatiu i intrigant.» | » |

## Reconeixements
- David di Donatello 1989
  - Millor cançó original (Felicità de Lucio Dalla i Mauro Malavasi)[4]